# Rıza Tevfik Bölükbaşı

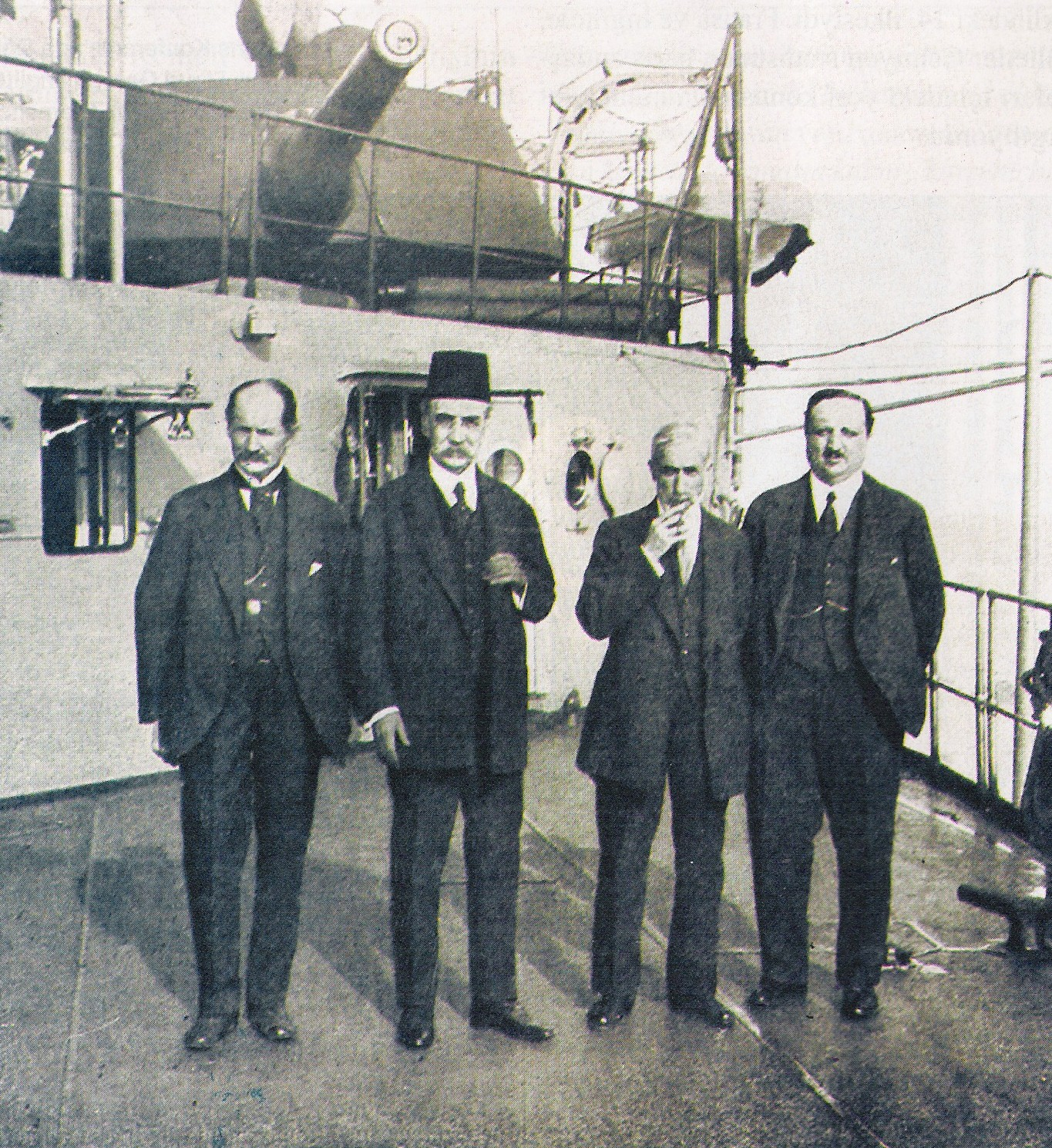
Rıza Tevfik Bölükbaşı (1. von links) mit drei anderen Signataren des Vertrages von Sèvres. Rechts neben ihm Damad Ferid Pascha und noch weiter links von ihm der osmanische Minister für Bildung Bağdatlı Hadi Pascha und der Botschafter Reşad Halis. Die Aufnahme wurde 1920 auf dem Deck eines alliierten Kriegsschiffs, das sie zu den Friedensverhandlungen nach Paris brachte, gemacht. Alle vier Personen verloren nach dem türkischen Unabhängigkeitskrieg die Staatsangehörigkeit und wurden unter den 150 persona non grata der Türkei gelistet.

Rıza Tevfik Bölükbaşı (* 1869 in Swilengrad, Bulgarien; † 1949 in Istanbul) war ein türkischer Politiker, Philosoph, Dichter und eine der Führungspersönlichkeiten der Bektaschi-Gemeinschaft.

## Leben
Rıza Tevfik Bölükbaşı hatte einen albanischen Vater und eine tscherkessische Mutter. Er schloss 1897 das Studium der Medizin ab. Im Jahre 1918 war er der Großmeister der Großloge der Freien und Angenommenen Maurer der Türkei. 1918 wurde er Erziehungsminister und 1919 war er für kurze Zeit Präsident des Staatsgerichtshofes. 1920 war Bölükbaşı Mitglied der türkischen Delegation und Mitunterzeichner des Vertrages von Sèvres. Weil er diesen von türkischen Nationalisten als demütigend empfundenen Vertrag unterzeichnet hatte, wurde er von den Türkischen Republik nach dem Türkischen Befreiungskrieg zur persona non grata erklärt und war Teil der 150 Personen (türkisch Yüzellilikler), die nach dem Vertrag von Lausanne 1923 nicht in die Türkei zurückkommen durften. 1943 wurde er begnadigt und durfte in die Türkei zurückkehren.
Rıza Tevfik veröffentlichte viele Gedichte in Servet-i Fünûn. Seine Gedichte sind lyrisch und zutiefst spirituell. Ab 1895 veröffentlichte er in den damaligen Literaturzeitschriften Gedichte im Aruz-Takt. Obwohl sein Hauptberuf der Arzt war, erlangte er seinen eigentlichen Ruhm mit den Gedichten, die er nach 1913 veröffentlichte. In dieser Zeit, als die Nationalliteratur entstand, schrieb er Gedichte im Silbentakt und in für seine Zeit sehr einfachem Türkisch; Mit seinen Gedichten im Stil von Diwan, Laufen und Atmen schuf er beispielhafte Werke in der Volksliteratur seiner Zeit. Rıza Tevfik Bölükbaşı sammelte alle seine Gedichte in einem einzigen Buch mit dem Titel „Serâb-ı Ömrüm“.
Bölükbaşı, der sich auch für die Förderung der türkischen Volksliteratur einsetzte, fasste seine Übersetzungen von Ömer Hayyam, seine Kritik an Tevfik Fikret und die Vorlesungsunterlagen der Philosophiekurse, die er in Darülfünun gab, in einem Buch mit dem Titel Philosophy Lessons (Philosophie-Lektionen) zusammen. Aus philosophischer Sicht nimmt dieses Werk einen wichtigen Platz im türkischen Geistesleben ein. Die Transkription dieses Werkes ins moderne Türkisch erfolgte durch Münir Dedeoğlu (derzeit Professor an der Karabük-Universität).
In seinem Werk mit dem Titel „Abdülhak Hamid und Mülâhazât-ı Felsefiyesi“ bewies er, dass „ästhetische Episteme“ erreicht werden können, indem man von den Gedichten eines Dichters ausgeht.
Rıza Tevfik, der in den politischen Phasen der Tanzimat-, konstitutionellen Monarchie- und Republikperioden aktiv und entscheidend war, veröffentlichte seine Memoiren unter dem Titel „Let Me Talk a Little“ und bewertete diese drei Perioden aus seiner eigenen Perspektive.